# Dahlia flavicostalis
Dahlia flavicostalis là một loài bướm đêm trong họ Noctuidae.